# Notker
Notker (auch Notger) ist ein alter deutscher männlicher Vorname.

## Herkunft
Der Name setzt sich aus den althochdeutschen Silben „nôt“ (Bedrängnis im Kampf) und „gêr“ (Speer) zusammen; bedeutet also – wie englisch Shakespeare – ‚Einer, der den Ger abwendet‘ („Retter in der Not“).

## Verbreitung
Der Name war schon im ausgehenden Mittelalter selten.

## Namensträger
- Berühmte Mönche des Klosters St. Gallen (auch die Notkere von St. Gallen genannt):
  - Notker I. Balbulus (um 840–912), Dichter und Gelehrter, Notker der Stammler genannt
  - Notker II. Physicus (der Arzt) oder Piperisgranum (Pfefferkorn) (* um 900; † 12. November 975), Arzt, Maler und Gelehrter
  - Notker III. Labeo (der Deutsche; um 952–1022), Dichter, Gelehrter und Übersetzer
  - Notker von St. Gallen († 15. Dezember 975), Abt
  - Notker Heine (1697–1758), Bibliothekar des Klosters St. Gallen

- Weitere Personen dieses Namens:

Mittelalter
- Notger von Lüttich († 1008),  Neffe Kaiser Otto I. und Bischof von Lüttich
- Noker von Zwiefalten  († nach 1090), Benediktiner, Dichter und Abt von Kloster Zwiefalten

Neuzeit
- Notker Baumann (* 1975), deutscher römisch-katholischer Theologe und Kirchenhistoriker
- Notker Becker (1883–1978), Sakralkünstler und Benediktiner
- Notker Füglister (1931–1996), katholischer Theologe und Alttestamentler
- Notker Hammerstein (1930–2024), deutscher Historiker
- Notker Heine (1697–1758), Bibliothekar des Klosters St. Gallen (1738–1749)
- Notker Schneider (1957–2021), deutscher Philosoph und Hochschullehrer
- Notker Schweikhardt (* 1960), deutscher Politiker (Bündnis 90/Die Grünen)
- Notger Slenczka (* 1960), deutscher evangelischer Theologe
- Notker Wolf (1940–2024), deutscher Theologe, Abtprimas des Benediktinerordens